# Лурц, Томас
Томас Лурц (нем. Thomas Lurz, род. 28 ноября 1979 года в Вюрцбурге, Бавария) — немецкий пловец, выступавший в заплывах на длинные дистанции на открытой воде. Многократный чемпион мира и Европы.
Проживает в Гербрунне в нескольких километрах от родного города, выступая за спортивный клуб SV Würzburg 05. Первый международный успех Лурца пришёлся на 2002 год, когда на чемпионате Европы он завоевал серебряную медаль в заплыве на 5 км.
На чемпионатах мира по плаванию 2005, 2007, 2009 гг. Лурц на дистанции 5 км становился чемпионом. На дистанции 10 км на чемпионатах мира 2005 и 2007 гг. он занимал второе место, а в 2009 году сделал дубль, выиграв обе дистанции.
21 августа 2008 года на Олимпиаде в Пекине в Аквапарке Шуньи Томац Лурц стал бронзовым призёром на дистанции 10 км, с результатом 1:51:53.6 уступив нидерландцу ван дер Вейдену и британцу Дэвису.

## Награды и достижения
- Серебряный призёр Олимпиады-2012 (10 км)
- Бронзовый призёр Олимпиады-2008 (10 км)
- Чемпион мира 2005, 2007, 2009 (5 км), 2009 (10 км)
- Серебряный призёр чемпионата мира 2005, 2007 (10 км)
- Чемпион Европы 2006 (5 км и 10 км)
- Серебряный призёр 2002 (5 км)
- Серебряный призёр Летней Универсиады 2005 (1500 м)
- Пловец года на открытой воде по версии Swimming World Magazine (2005, 2006)[1]